# Лист, Франц фон
Франц фон Лист (нем. Franz von Liszt; 2 марта 1851, Вена — 21 июня 1919, Зехайм, Гессен) — австрийский и немецкий юрист, специалист в области уголовного права и криминологии. Кузен и тёзка композитора Ференца Листа (по рождению также Франца фон Листа). Депутат прусского парламента от Прогрессивной народной партии.

## Биография
Доктор права. Преподавал уголовное право в высших учебных заведениях Германии: в Гиссенском (с 1879), Марбургском (с 1882), Галле-Виттенбергском (с 1889) и Берлинском (1898—1917) университетах. Профессор. Член Прогрессивной народной партии, которую с 1912 года представлял в германском рейхстаге.
Совместно с Паулем Феликсом Ашроттом был
одним из основателей международного союза криминалистов. Считал необходимой координацию действий правоохранительных органов разных стран с целью борьбы с преступниками, которые перемещаются из одного государства в другое с целью уйти от правосудия. В 1893 году впервые выдвинул идею создания организации, которая занималась бы этими вопросами — аналога нынешнего Интерпола.
Основал и редактировал журнал «Zeitschrift für die gesarnte Strafrechtswissenschaft» (с 1889). Автор многочисленных трудов по вопросам уголовного права, в том числе двухтомного курса уголовного права (1891), а также книги «Международное право в систематическом изложении» (1898; на русском языке книга выдержала 6 изданий). Сокращённое издание его статей по криминологии вышло в свет на русском языке в 1895 году под названием «Задачи уголовной политики Франца фон Листа». В 1897 г. Ференц фон Лист избран почётным членом Петербургского университета (исключён из его состава в 1914 г. во время так называемой «войны манифестов профессоров»)
В современной России издан сборник работ Ф. фон Листа «Задачи уголовной политики. Преступление как социально-патологическое явление» (М., 2004).

## Научные взгляды
Был одним из лидеров социологической школы в уголовном праве. Определял уголовную политику как целенаправленное стратегическое воздействие на преступность, основанное на знании реального её состояния и тенденций, имеющее базой правовые средства и преследующее цель максимально возможной минимизации уровня преступности. Считал, что борьба с преступностью должна быть поставлена в зависимость от каждого отдельного случая, а система наказания должна носить гибкий характер.
Полагал, что мера наказания должна определяться его целью: трём основным группам преступников соответствуют и троякая цель наказания. Против профессиональных преступников-рецидивистов общество должно защищаться при помощи обезвреживающего наказания (пожизненное заключение). Для «исправимых» преступников (которые не стали ещё «профессионалами») должно быть назначено исправляющее наказание в виде лишения свободы на срок не менее одного года. «Случайные» преступники должны подвергаться устрашающему наказанию, способному удержать их от новых преступлений. Таким образом, по его мнению, тяжесть наказания должна соответствовать внутренним особенностям преступника, объёму и глубине его виновности.
Придавал большое значение превентивным мерам в деле борьбы с преступностью, основанным на изучении всех факторов (в первую очередь, социальных), влияющих на преступность. Уголовное законодательство считал magna charta преступника, защищающей не только общество и правовой порядок, но и права обвиняемого.

## Опубликованные труды
- Наказание и его цели: Пер. с нем. — Санкт-Петербург: И. Юровский, 1895. — 72 с.
- Преступление как социально-патологическое явление: Доклад читанный в Дрездене / Франц фон Лист; [ Сост. В. С. Овчингский]. — Санкт-Петербург: Изд. юр.книжного магазина Н. К. Мартынова, 1900. — 17 с.
- Преступление, как социально-патологическое явление: Пер. с нем. — Санкт-Петербург: тип. А. В. Орлова, 1903. —- 26 с.
- Учебник уголовного права: Общая часть / Франц фон-Лист, проф. Берлин. ун-та; Разреш. авт. пер. с 12 перераб. изд. Ф. Ельяшевич; С предисл. автора и проф. Моск. ун-та М. В. Духовского. — Москва : т-во тип. А. И. Мамонтова, 1903. — XXIV, 334 с.
- Учебник уголовного права: Особенная часть. Разреш. авт. пер. с 12 и 13 перераб. изд. Ф. Ельяшевич / Франц фон-Лист, проф. Берлин. ун-та. — Москва: т-во тип. А. И. Мамонтова, 1905. — XVIII, 409 с.
- Международное право в систематическом изложении / Франц Лист (Franz von Liszt), проф. Берлин. ун-та; Пер. с 6-го нем. изд. под ред. (с предисл.) и с доп. проф. В. Э. Грабаря. — 4-е рус. изд., испр. и доп. — Юрьев (Дерпт): тип. К. Маттисена, 1917. -— XVI, 472, [2], CLXXXIV с.